# Friday 13th EP
Friday 13th EP è un EP del gruppo britannico The Damned, pubblicato nel 1981.
L'EP è il risultato di un contratto per una sola incisione fatto dal gruppo con la NEMS Records. Il primo pezzo dell'EP, Disco Man, è il più noto dell'EP, ed è stato successivamente inserito in diverse raccolte, oltre a essere diventato uno dei pezzi più eseguiti dal vivo. Le due tracce successive, Billy Bad Breaks e Limit Club, sono stati composti dal gruppo, mentre il quarto ed ultimo pezzo del disco è una cover di Citadel dei Rolling Stones. L'EP è stato pubblicato nel Regno Unito e si è posizionato nella classifica top 75 dei singoli (che in quel periodo comprendeva anche gli EP) al numero 50. È stato inoltre pubblicato come 7" in vinile in Svezia e come 12" sempre in vinile in Germania.

## Tracce
1. Disco Man (Scabies, Sensible, Gray, Vanian) - 3:20
2. Limit Club (Scabies, Sensible, Gray, Vanian) - 4:15
3. Billy Bad Breaks (Scabies, Sensible, Gray, Vanian) - 3:53
4. Citadel (Jagger, Richards) - 2:48

## Formazione
- Dave Vanian - voce
- Captain Sensible - chitarra
- Paul Gray - basso
- Rat Scabies - batteria